# Le Sel de la terre (film, 1951)
Pour les articles homonymes, voir Le Sel de la terre.
Pour plus de détails, voir Fiche technique et Distribution.
Le Sel de la terre est un court métrage documentaire français réalisé par Georges Rouquier, sorti en 1951.

## Fiche technique
- Titre : Le Sel de la terre
- Réalisation : Georges Rouquier
- Assistant-réalisateur : Henri Champion
- Directeur de la photographie  : Marcel Fradetal
- Musique : Guy Bernard
- Chef de l'orchestre : André Girard
- Pays d'origine :  France
- Durée : 28 minutes